# Bahnhof Kerzers

Der Bahnhof Kerzers ist ein Bahnhof in Kerzers im Schweizer Kanton Freiburg. Im Bahnhof kreuzen sich höhengleich zwei Vollbahnstrecken. Das historische Stellwerk ist ein Museumsstellwerk und steht als technikgeschichtliches und eisenbahnbetriebliches Kulturgut von nationaler Bedeutung unter Denkmalschutz (KGS-Nr. 09481).

## Lage

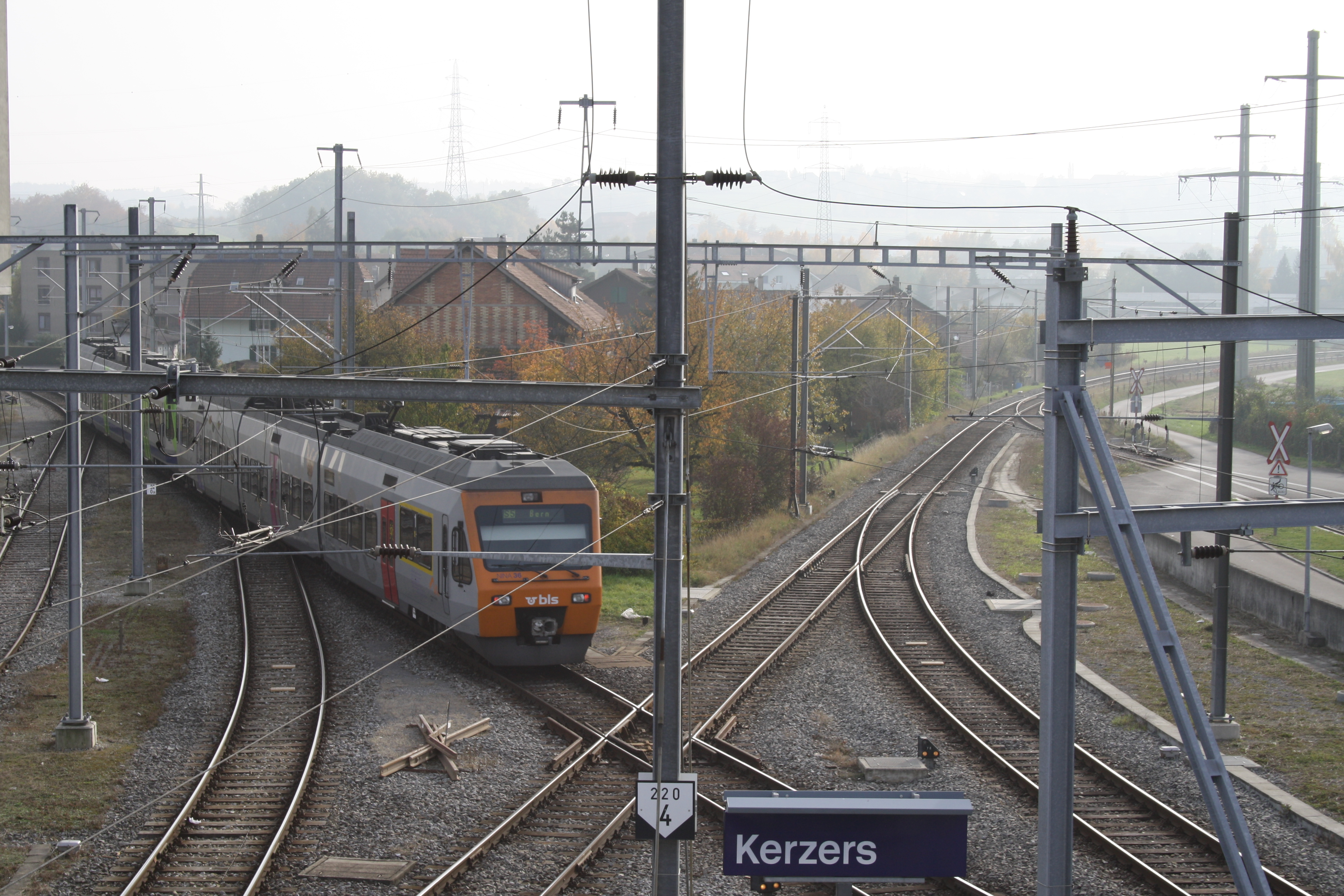
Blick von der Passerelle vor dem Stellwerk auf die Streckenkreuzung Kerzers mit wegfahrendem Zug nach Bern

Der Bahnhof Kerzers befindet sich an der Kreuzung zweier historischer Verkehrsachsen: Broyetallinie (Palézieux–Moudon–Payerne–Avenches–Murten–Kerzers–Lyss) und Bern–Neuenburg-Linie (sogenannte «direkte Linie»).

## Geschichte

Gleiskreuzung, Passerelle, Stellwerkgebäude, Aufnahmegebäude mit Perrondach, Bahnhofschuppen

Im jungen Bundesstaat Schweiz standen ab 1852 mehrere Eisenbahnstrecken vom Genfersee bis zum Bodensee und Basel zur Diskussion. Eine dieser Linien sollte über Payerne, Murten, Laupen nach Bern führen, eine weitere über Murten, Kerzers und Lyss. Nach dem Entscheid, eine Hauptstrecke von Lausanne über Freiburg nach Bern und eine andere von Morges über Yverdon nach Neuenburg zu führen, geriet die Broyetalstrecke in den Hintergrund. Doch die betroffene Bevölkerung setzte sich weiterhin für eine Linie durchs Broyetal ein. 1872 begannen die Bauarbeiten, und wenig später nahm am Nordwestrand von Kerzers das Bahnhofgebäude Gestalt an. Das neue Aufnahmegebäude mit seinem Perrondach gehörte zu den Stationsgebäuden zweiten Ranges. Es glich jenem von Avenches und Yvonand. Der Güterschuppen mit breit auslandendem traufseitigem Vordach ist aus Holz gebaut. Eine WC-Anlage und ein Barrierenwärterhäuschen vervollständigten die Bahnhofsbauten. Ab 1876 rollten täglich drei, später vier Züge in beide Richtungen. Die Fahrt von Lyss nach Murten (23 km) mit dem von einer Dampflokomotive gezogenen Zug dauerte eine Stunde.
1890 erlangte der Berner Ingenieur Beyeler die Konzession für eine direkte Bahnstrecke Bern–Neuenburg. Sieben Jahre später fand die Gründung der Gesellschaft Bern-Neuenburg statt. Im Juni 1901 konnte die Strecke von Bern über den Saaneviadukt bei Gümmenen bis Neuenburg befahren werden. Im Bahnhof Kerzers kreuzt die «Directe» (Bern–Neuenburg-Linie) die «Longitudinale» (Broyetallinie) in einer Gleiskreuzung im spitzen Winkel von 30° und führt dann durchs Grosse Moos nach Neuenburg. Die Gleiskreuzung zweier Vollbahnlinien ist schweizweit einzigartig. Normalerweise führt man zwei sich kreuzende Linien über eine kurze Strecke auf einem gemeinsamen Gleis zusammen, das auf eine Abzweigung führt, wo sich die beiden Richtungen wieder trennen, sodass keine Gleiskreuzung nötig ist. Solche Lösungen finden sich etwa in Payerne, Yverdon oder Konolfingen. Infolge der neuen Strecke Bern–Neuenburg wurde ein grösserer Stellwerkapparat in Kerzers nötig. Dazu baute man das Stellwerkgebäude mit einwandfreier Sicht auf die gesamte Gleisanlage mitten zwischen die beiden Bahnstrecken. Gleichzeitig wurden das Aufnahmegebäude und der Schuppen verlängert.
Das Stellwerk von Kerzers ist ein Vertreter der ersten Stellwerkgeneration. Bei den im Laufe der Zeit nötigen Anpassungen wurde stets nur so viel angepasst, wie gerade nötig war. Dadurch sind die Entwicklungsschritte der Sicherungstechnik im Bereich dieses Stellwerks gut nachvollziehbar. Das Stellwerk, das in seinen ersten Jahrzehnten täglich etwa 30 Zügen ihre jeweilige Fahrstrasse einzustellen und zu sichern hatte, leitete auch während der Expo.02 im Jahr 2002 die rund 230 täglichen Züge über die Gleise von Kerzers, was manuell auf Dauer nicht möglich gewesen wäre. Heute wird der Bahnhofbetrieb von Kerzers und damit die jeweilige Fahrstrasse sowie die passenden Weichen und Signale von der Betriebszentrale in Spiez aus ferngesteuert, gesichert und überwacht.

## Stellwerkgebäude

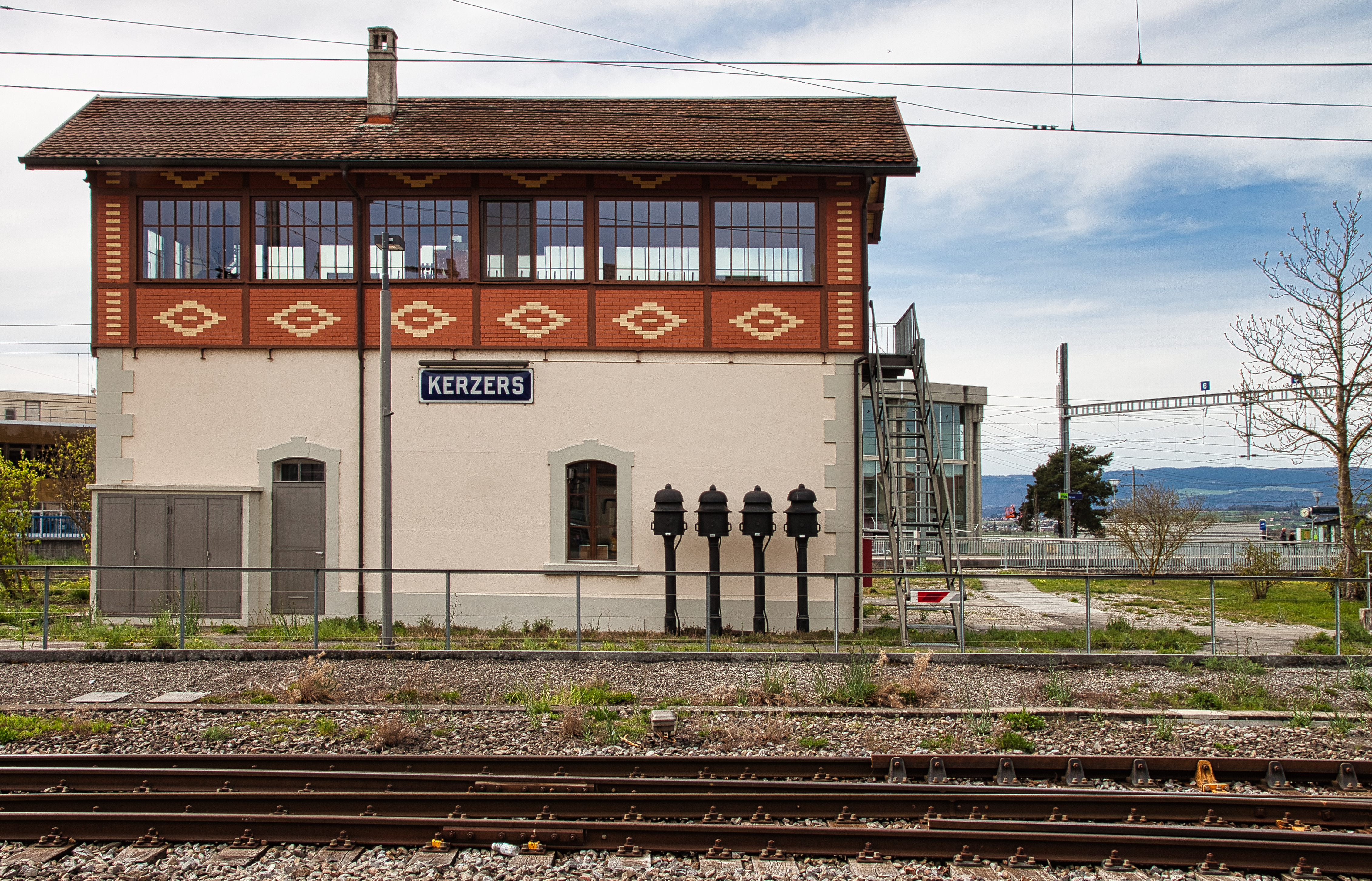
Blick auf die Ostfassade des Stellwerks Kerzers

Aussenansicht des Stellwerks

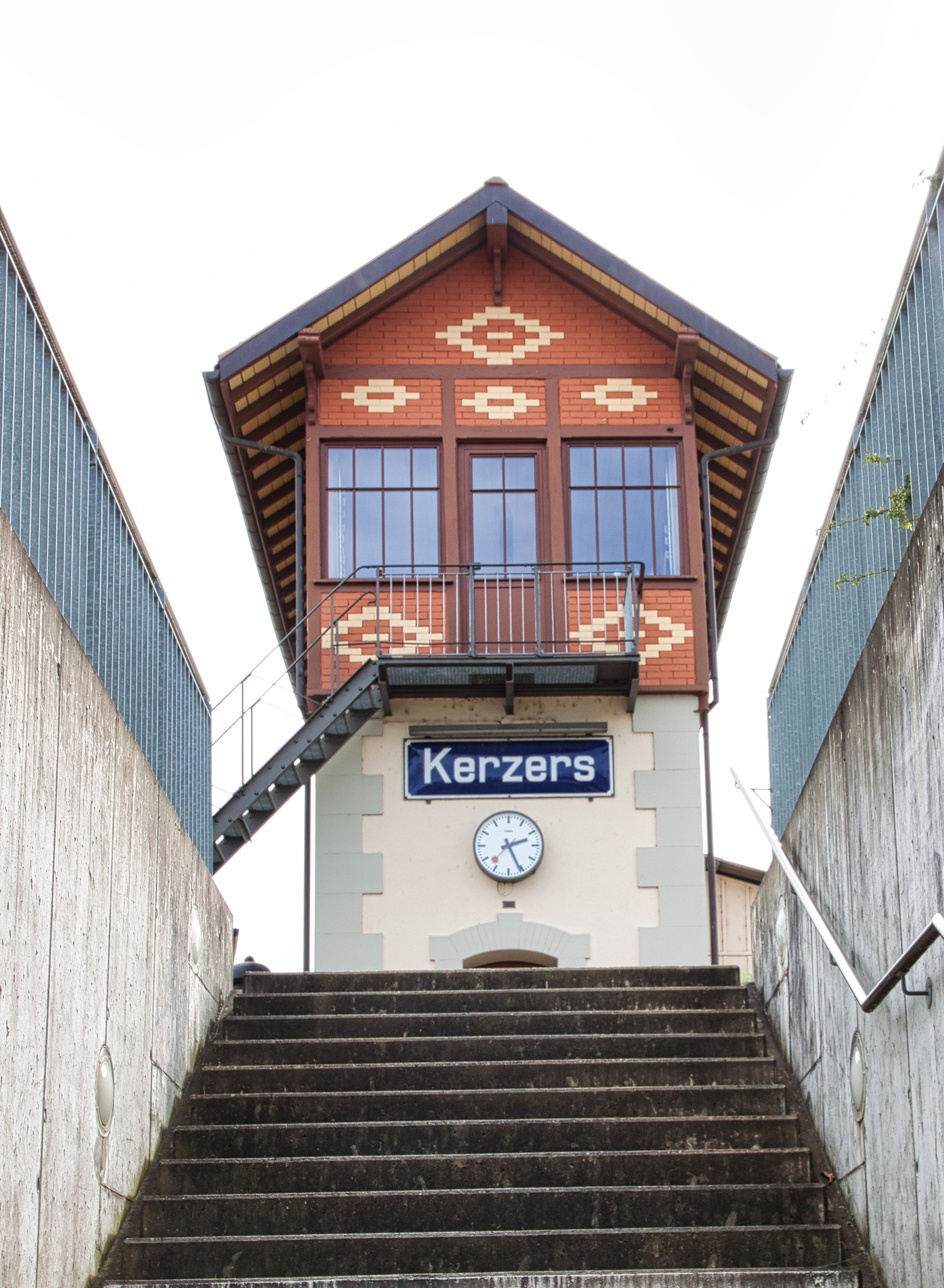
Blick aus der Unterführung

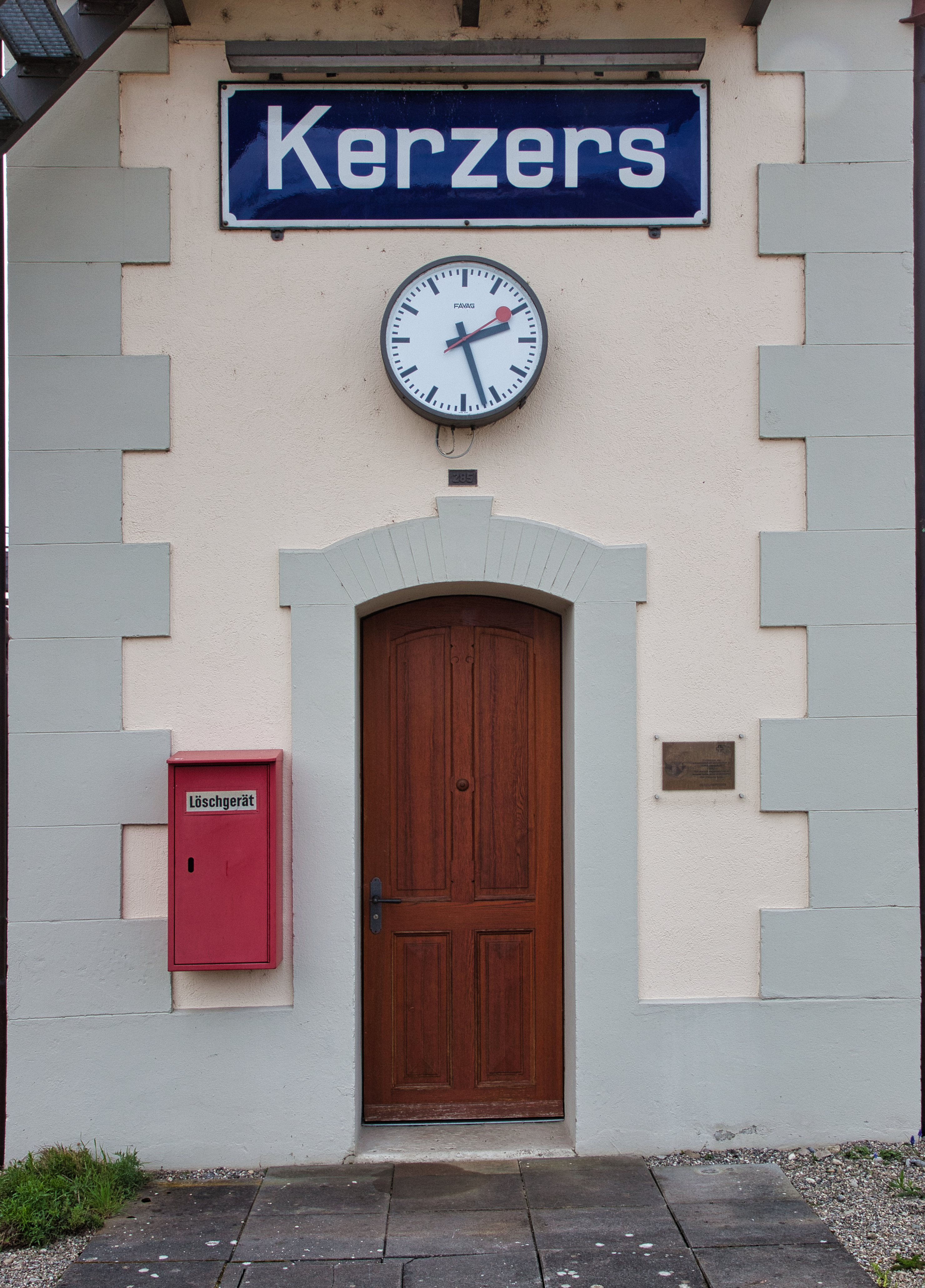
Südfassade

Der Bau der direkten Eisenbahnstrecke Bern–Neuenburg (1898–1901) machte ein Stellwerk im Kreuzungsbahnhof Kerzers notwendig. Das neue Stellwerk kam nördlich des künftigen Kreuzungspunktes zu liegen. Entgegen verbreiteten Annahmen und dem 100-Jahr-Jubiläum von 1996 sind die ältesten Pläne des Stellwerkgebäudes mit 1901 datiert. Wegen der Führung der Drahtseile, welche den Befehlsapparat mit dem Stellwerkapparat verbinden, musste das Stellwerkgebäude an zentraler Stelle errichtet werden, nämlich zwischen den Gleisen der Broyetalbahn und denjenigen der Bern-Neuenburg-Bahn (BN), wo der Stellwerkwärter freie Sicht auf alle Gleise hatte.
Das Gebäude sitzt auf einem verputzten, massiv gemauerten Sockelgeschoss. Eckquader und Stichbogeneinfassungen an den Fenstern und Türen verzieren den Sockel. Ursprünglich waren im Erdgeschoss Vorrichtungen zur Umlenkung der Transmissionsdrähte zu den Weichen und Signalen untergebracht. Da der Boden des Spannwerkraums fast anderthalb Meter unter dem Umgebungsniveau liegt, liessen sich die zum Befehlswerk wie auch zu den Weichen und Signalen unterirdisch geführten Transmissionsdrähte einfacher verlegen. Der Stellwerkraum im Obergeschoss ist als «schlanker Massivbau» ausgeführt. Quer zur Längsrichtung des Gebäudes liegen Doppel-T-Träger, die das Obergeschoss tragen und als Konsolen in der Fassade ausgestaltet sind. Die Konsolen an der Süd- und Nordfassade sind keine durchlaufenden Träger, sondern nur Auskragungen. An der Nordfassade tragen sie als Kragarme das über eine Aussentreppe erreichbare Podest vor der Eingangstür zum Stellwerkraum. Auf dieser Tragstruktur ruht ein Stahlprofilrahmen, auf dem die mit Backsteinmauerwerk ausgefachte Holzriegelbauweise die Wände des Stellwerkraums bildet. Das Sichtmauerwerk ist allseitig mit ornamentalen Mustern belebt. Dank der Holzriegelbauweise waren grossflächige Fensteröffnungen möglich, die eine optimale Sicht über das Gleisfeld gewährleisten. Bei den Fenstern handelt es sich um die damals geläufigen «Industriebaufenster». Die Aussentreppe wie auch die Plattform vor dem Stellwerkraum sind als genietete Stahlkonstruktionen ausgeführt. Ein mit Biberschwanzziegeln bedecktes Satteldach leitete das Regenwasser in die Dachrinne.

### Umbauten
Im Zuge der Elektrifizierung der Bahnstrecke Bern–Neuenburg musste das Stellwerkgebäude 1928 um zwei Fassadenfenstereinheiten gegen Süden verlängert werden, um Platz für die nötigen Apparaturen zu schaffen. Damit vergrösserte sich die bisherige Länge des Gebäudes auf das Anderthalbfache. Dieser Anbau wurde in der bisherigen Bauweise ausgeführt, sodass die Veränderung nicht sofort ins Auge springt. Die Längsfassaden waren nicht mehr vier-, sondern sechsgliedrig. Das südliche Dachwasserfallrohr, die unregelmässigen Abstände der Konsolen im südlichen Drittel des Gebäudes und die Anordnung der Fenster im Erdgeschoss deuten noch heute auf diese Veränderung hin.
Der Zugverkehr nahm weiter zu, und Hand in Hand schritt die Elektrifizierung im Bahnverkehr voran. Aus Sicherheitsgründen wurden üblicherweise die elektrischen Apparaturen von den mechanischen Steuerungsanlagen räumlich getrennt. Im Zuge einer umfassenden Modernisierung 1963 wurden die mechanisch bewegten Weichen auf elektrischen Weichenantrieb umgestellt und die mittels Drahtzügen beweglichen Formsignale durch Lichtsignale ersetzt. Für die neuen Einrichtungen mit den Relaisapparaturen baute man im Spannwerkraum eine neue Zelle ein.
Nach wiederholten Anfragen wurde das Befehlswerk, das bisher an der Westfassade des Empfangsgebäudes unter dem Perronvordach im Freien stand, im Jahr 1986 mit einer heizbaren und beleuchteten Kabine besser vor Wind, Wetter und unbefugten Zugriffen geschützt.
1995 kam die Umstellung der noch verbliebenen mit Drahtzügen bewegten Weichen auf elektrischen Antrieb. Weil der Raum bereits voll ausgeschöpft war, erhielt die Westfassade für den zusätzlichen Relaisraum einen Container. Das nördliche Fenster der Westfassade wurde zu einer Tür als Zugang vom bestehenden Relaisraum zum neu angebauten Relaisraum im Container umgebaut. 1996 verpasste man der Fassade eine Sanierung. 1997 wurden die noch originale Tür zum Stellwerkraum und die noch ursprünglichen Nordfenster durch eine mit Isolierverglasung versehene Neukonstruktion mit aufgesetzten Sprossen ersetzt und im Jahr 2000 alle übrigen noch originalen Fenster mit Festverglasungen und in die Wandkonstruktion eingelassenen Scheinsprossen ersetzt.
Am 7. Oktober 2004 übernahm ein neues elektronisch gesteuertes Stellwerk die Aufgaben seines Vorgängers.

## Stellwerkapparatur

Blick von der Passerelle auf das Stellwerk mit Gleisanlage Seite Neuenburg und Pendelzug Bern-Neuenburg-Bahn

Auf kleinen und mittelgrossen Bahnhöfen genügte bei mechanischen Stellwerken oftmals ein sogenannter Stationsapparat. Hier konnte eine einzelne Person die Weichen, Fahrstrassen und Signale einstellen. An grösseren Bahnhöfen, zu denen auch Kerzers zählt, wurde die Steuerungsanlage in ein Befehlswerk (oder auch Freigabewerk) und ein Wärterstellwerk aufgeteilt. Im Befehlswerk stellt der Stationswärter die einzustellenden Fahrstrassen ein. In Kerzers befindet sich das Befehlswerk auf Perron 1 an der Westfassade des Empfangsgebäudes. Bis 1986 stand es im Freien, einzig geschützt durch das Perronvordach. Die Einstellungen des Befehlswerks werden unter den Gleisen der Broyetalstrecke ins Wärterstellwerk übermittelt. Dort stellt der Stellwerkwärter die übermittelte Fahrstrasse ein.

### Befehlswerk
Der Beamte, der das Befehlswerk bedient, wurde in der Schweiz meist als Stationsvorstand, derjenige im Wärterstellwerk als Stellwerkwärter bezeichnet. Die Anlage steuerte die Ein-, Aus- und Durchfahrten von Murten nach Kallnach und umgekehrt über die Gleise 1, 2 und 3 und die Ein-, Aus- und Durchfahrten auf der Bern–Neuenburg-Strecke in beiden Richtungen auf den Gleisen 4 bis 6. Das Befehlswerk verfügt über 16 Kurbeln. Diese lassen sich von der Mittelstellung in beide Richtungen drehen. Dabei bestimmt die Drehrichtung, welche Fahrstrasse eingestellt wird. Die Fahrstrassen sind in jedem Fall richtungsabhängig. Ein mechanischer Verschlussapparat verhindert, dass sogenannte feindliche Fahrstrassen freigegeben werden können. 1964 ergänzte eine Gleisbildtafel der Hasler AG die modernisierte Stellwerkanlage. Sie zeigte dem Stationswärter die Zustände der Blockverschlüsse und Signalbegriffe an.
Geschlossene Doppeldrahtzüge, die unter den Gleisen der Broyetallinie verlaufen, übermitteln die freigegebenen Fahrstrassenaufträge mechanisch ins Wärterstellwerk. Es befindet sich im Stellwerkraum im Obergeschoss des Stellwerkgebäudes. Die Doppeldrahtzüge passieren dabei eine horizontale Umlenkung über Rollen unter dem Befehlswerk und danach noch eine vertikale Umlenkung über Rollen im ehemaligen Seilraum des Stellwerkgebäudes, bis sie im darüberliegenden Stellwerkraum ankommen.

### Wärterstellwerk

Innenansicht des Stellwerks

Das Wärterstellwerk im Stellwerkraum im Obergeschoss des Stellwerkgebäudes ist ein Apparat der Bauart Bruchsal G aus dem Jahr 1901. Die Anzahl der ursprünglichen Hebel und Verschlüsse ist heute nicht mehr rekonstruierbar. Jedenfalls hätte die Apparatur in ihrer heutigen Länge niemals im ehemaligen nur viergliedrigen Stellwerkgebäude Platz gehabt. Infolge der Elektrifizierung der Eisenbahnstrecke von Bern nach Neuenburg im Jahr 1928 und des damit zusammenhängenden Gleisausbaus musste der Stellwerkapparat angepasst werden. Zusätzliche Fahrstrassen mit der dafür notwendigen Anzahl von Fahrstrassenhebeln und den entsprechenden Signal- und Weichenhebeln mussten eingebaut werden. Dazu waren zusätzliche Vorspannvorrichtungen und Doppeldraht- und Gestängetransmissionen nötig. Auch die entsprechenden Verschlussvorrichtungen waren anzupassen. Die Elektrifizierung der Broyetallinie im Jahr 1944 brachte schrittweise den Ersatz der Semaphore durch Lichtsignale. Dazu wurden die roten Signalhebel mit elektrischen Hebelsperren und -kontakten ausgestattet. Damit wurden zum mechanischen Verschlussregister zusätzlich wirkende Abhängigkeiten hergestellt. Je nach Hebelstellung werden unterschiedliche Stromkreise geschlossen, deren Umstellbefehle an die im Spannwerkraum eingebauten Relaissätze der Signale über Kabelleitungen elektrisch übermittelt werden. Kontrolllämpchen der elektrischen Hebelsperre zeigen die jeweilige Stellung der Signalfreigabe an. Der Hebel wirkt wie ein überdimensionierter elektrischer Schalter. Denn das Verschlussregister stellt die Umstellabhängigkeiten immer noch mechanisch her.
1963 bekamen die Weichen, die am häufigsten genutzt wurden, elektrische Antriebe. Die entsprechenden Spannvorrichtungen für Doppeldrahtzüge und Gestängetransmissionen wurden im Spannraum durch Weichenrelaissätze ersetzt. Die zugeordneten Weichenhebel erhielten elektrische Hebelsperren. Die entsprechenden Drahtzüge der mechanischen Transmission wurden abgebaut. Die Freigabe und Weichenendlage-Überwachung wird auch in diesem Fall mit Kontrolllämpchen der elektrischen Hebelsperre angezeigt. Damit übernahmen sie die Aufgabe der Seilscheibe. Der Ausfall eines Überwachungslämpchens zeigt an, dass eine Weiche aufgeschnitten ist. (Der schweizerische Fachbegriff bezeichnet das Abdrängen der Weichenzunge von der Spitze oder vom Herzstück her, im übrigen deutschsprachigen Raum ist dieser Begriff veraltet, gebräuchlich ist der Begriff der Weichenauffahrt, die allerdings das beabsichtigte Abdrängen der Zunge nur von der Spitze her meint.) Eine Weichenaufschneidung verursacht einen Kurzschluss des Überwachungsstromkreises der Weiche. Die dadurch durchgebrannte Überwachungssicherung verhindert das weitere signalmässige Befahren der Weiche.
Gleichzeitig mit diesen Modernisierungen wurde auch das System des Streckenblocks eingeführt. In Kerzers verwendete man den Gleichstromblock der Hasler AG Bern. Die mechanischen Ausfahrsignale wurden durch Lichtsignale ersetzt. Der Gleichstromblock für Einspurstrecken verfügte über drei Blockverschlüsse: das Zustimmungsfeld, das bei der empfangenden Station die Ausfahrt verhindert, das Anfangsfeld für den ausfahrenden Zug, um Folgezüge während des Befahrens des Streckenblocks zu vermeiden, und das Endfeld, das verhindert, dass die Zustimmung aufgehoben wird. Einzig die Blockstrecke nach Gümmenen wurde mit Achszählung ausgestattet. Das Prinzip basiert auf magnetisch leitenden Fahrzeugradsätzen, die am Anfang und Ende einer Strecke gezählt werden. Stimmen die beiden Zählungen überein, wird der Blockabschnitt automatisch freigegeben. Beidseitig der Hebelbank wurden Blockbedienungskästen für die Bedienung des Streckenblocks montiert. Über der Hebelbank zeigte die neu installierte Gleisbildtafel wie über dem Befehlsfeld mit Lämpchen die Block-, Signal- und Barriererückmeldungen an. 1977 wurden weitere Weichen auf elektrischen Antrieb umgestellt und gleichzeitig Weichenisolierungen eingebaut. Die Stellwerkapparatur wurde entsprechend angepasst. Als 1980 eine direkte Fahrstrasse von Bern in das Gleis 1 eingebaut wurde, mussten das Wärterstellwerk und das Befehlswerk erneut angepasst werden. Später folgten weitere Umstellungen von mechanischen Weichen und Signale auf Weichenantriebe und Lichtsignale, was zu Platznot in der Relaisraumzelle führte. Deshalb stellte man 1995 einen Container an die Westfassade, der Platz für die zusätzlichen Relaissätze bot. 1998 wurde die allerletzte mechanisch gesteuerte Weiche durch eine mit elektrischem Antrieb ersetzt. Einzig die mechanische Ansteuerung zum Rangiersignal blieb bestehen. 2004 übernahm das neue Stellwerk seinen Betrieb, das alte wurde nicht mehr genutzt.
Das Wärterstellwerk bestand aus 16 Fahrstrassenhebeln, neun Signal- und zwanzig Weichenhebeln. Elf Fahrstrassenhebel liessen sich von der Grundstellung aus nach oben und unten bewegen. Damit konnten je zwei verschiedene Fahrstrassen eingestellt werden. Mit den restlichen fünf Fahrstrassenhebeln liess sich nur je eine Fahrstrasse einstellen. Jeder Kurbel am Befehlswerk ist ein Fahrstrassenhebel am Wärterapparat zugeordnet. Mit acht der neun Signalhebel steuerte man die Ein- und Ausfuhrsignale. Ein Signalhebel steuerte das Rangiersignal und tut es zu Demonstrationszwecken auch heute noch. Eine zu Demonstrationszwecken vor das Stellwerkgebäude verlegte Weiche lässt sich über ihren Weichenhebel umstellen. Die Weichenhebel sind blau, die Signalhebel rot gestrichen, und der Rangiersignalhebel ist blau-rot markiert. An beiden Enden der Hebelbank sind die Blockbedienungskästen angebracht.

### Läutwerk

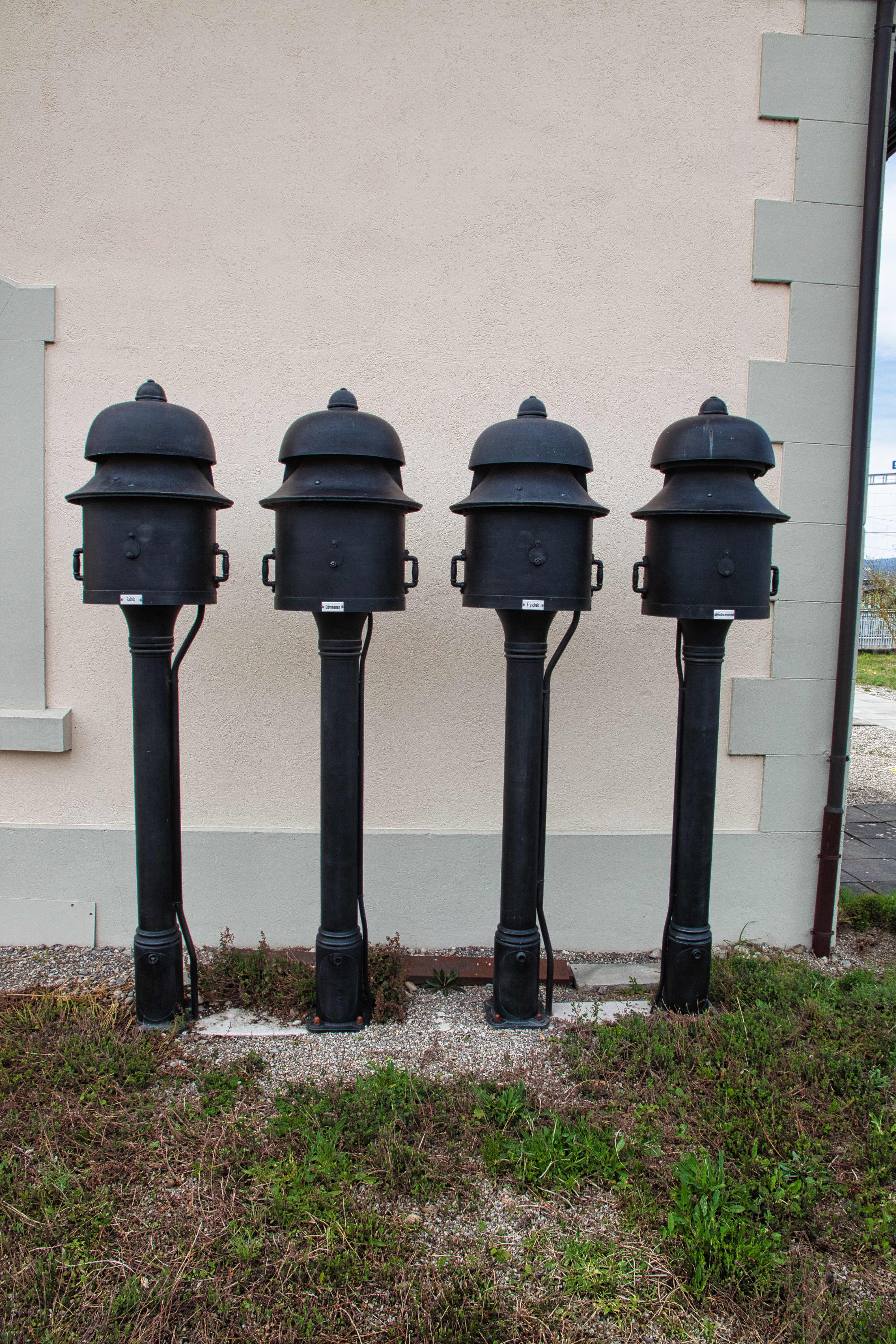
Vollständige Läutwerkgruppe

Vor dem Stellwerkgebäude steht eine Gruppe Spindelläutwerke, die das Bahnpersonal über das Verkehren von Zügen informierten. Die Läutwerkeⓘ stammen aus der Zeit des Stellwerkbaus. Ursprünglich waren es vier Läutwerke: für jede Richtung eines. Sie wurden anfänglich noch von Hand über eine Auslösetaste betätigt. Mit der Einführung des Blocks wurden die Läutwerke automatisch dank elektrischem Impuls zeitgerecht ausgelöst. Als im Jahr 1963 der Streckenblock auf der Broyetallinie eingeführt wurde, verschwand das dazugehörige Läutwerkpaar. Akustisch wurde nur noch der Zugverkehr auf der Bern–Neuenburg-Linie signalisiert. Mit der Stilllegung des alten Stellwerks verstummte auch das verbliebene Läutwerkpaar. 2006 wurden die seit 1963 fehlenden Läutwerke durch bauartgleiche Exemplare von der Bodenseelinie der Schweizerischen Bundesbahnen ergänzt. Für den gewöhnlichen Zugbetrieb bleiben sie stumm, können aber im Museumsbetrieb zur Demonstration reaktiviert werden.

### Museum

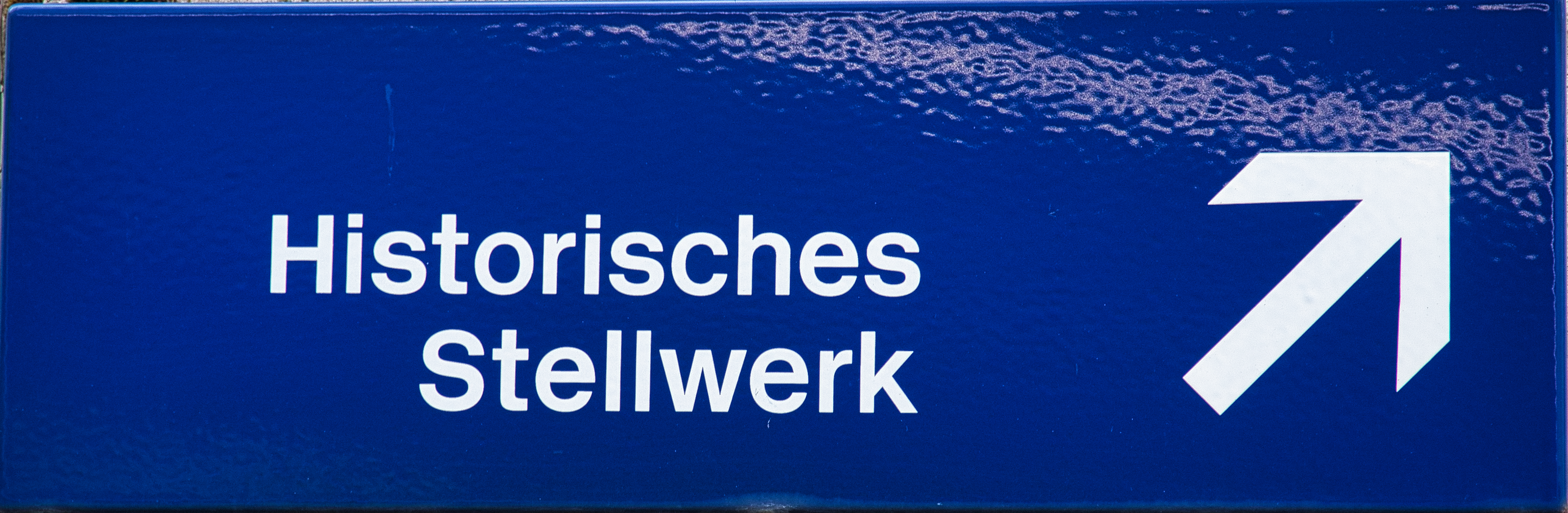
Tafel im Design der SBB

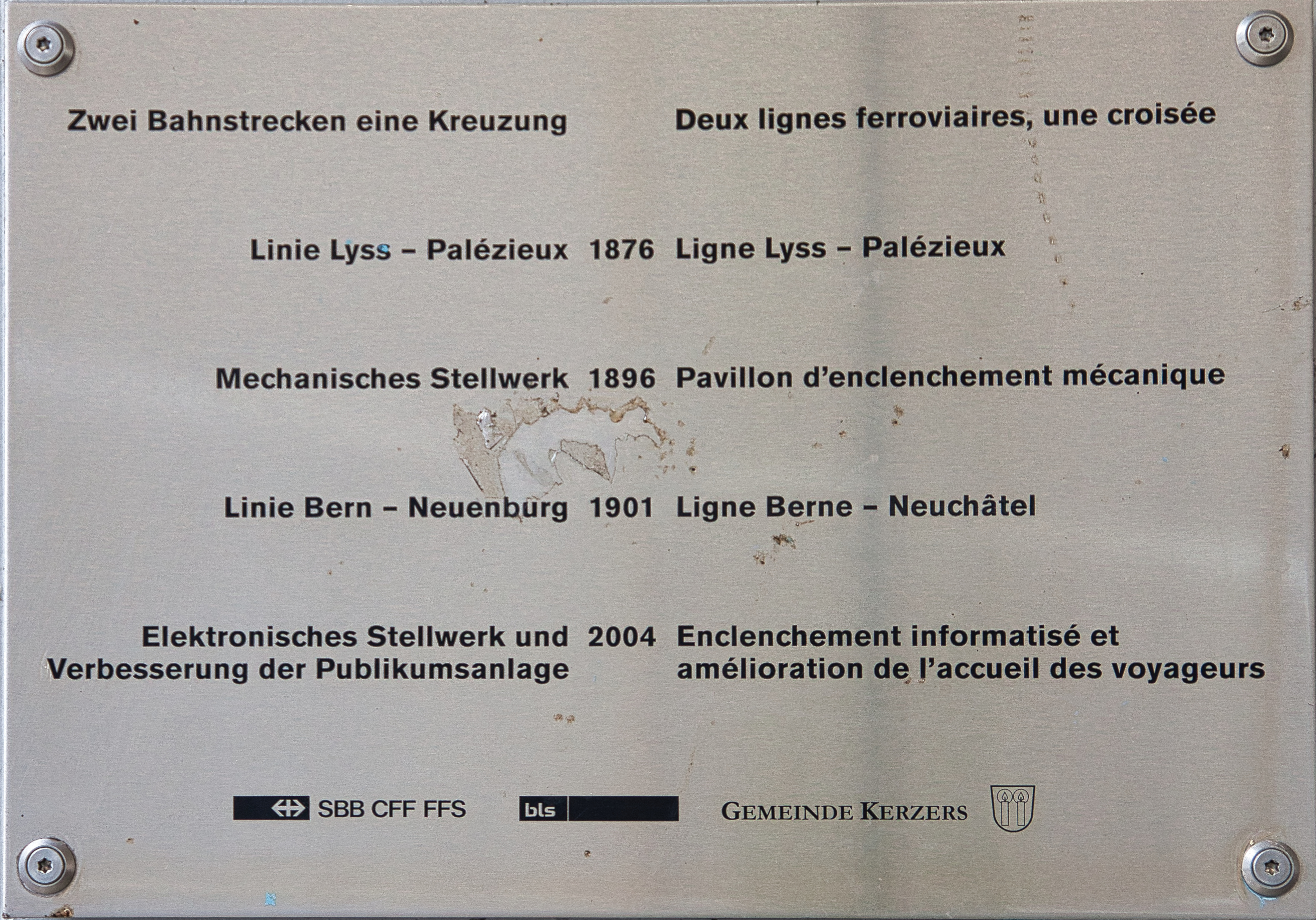
Gedenktafel zur Schienenkreuzung

1996 fand die 100-Jahr-Feier des Stellwerks Kerzers statt. Dass das Stellwerk erst 1901 erbaut wurde, ist eine neuere Erkenntnis. Im Rahmen der Jubiläumsfeier gab es Führungen, bei denen die Bevölkerung erstmals aus nächster Nähe dem Stationsvorstand und dem Stellwerkwärter über die Schultern schauen konnte und erklärt bekam, was es mit diesen Stellhebeln und Verschlüssen auf sich hat. Weil diese Aktion ein Erfolg war, reifte die Idee, das Stellwerk, wenn es dereinst ersetzt oder abgebaut werden sollte, als Museum weiterzuführen. Beat Winterberger reichte im Jahr 1998 eine erste Projektstudie zur Erhaltung des Stellwerks bei der Kreisdirektion I und dem Departement Technik der Generaldirektion ein. Das Projekt wurde abgelehnt. Das Amt für Kulturgüter des Kantons Freiburg zeigte aber von Anfang an Interesse. Die zuständige Denkmalpflegerin nahm Kontakt mit der eidgenössischen Denkmalpflege auf. 2003 wurde das Stellwerk als Kulturgut von nationaler Bedeutung anerkannt. Mit der Modernisierung der Bern–Neuenburg-Linie bekam der Bahnhof Kerzers ein neues, nun elektronisches Stellwerk. Das alte wurde 2004 ausser Betrieb gesetzt. Damit war es für die Bahndirektion nicht mehr «bahnbetriebsnotwendig» und sollte abgebaut werden. Bereits während der Planungsarbeiten der neuen Anlage konnten Wünsche für die Publikumsanlage aufgenommen und teilweise verwirklicht werden. Mit Hilfe des Amtes für Kulturgüter gelang es, das noch aus der Gründungszeit der Broyetallinie stammende Bahnhofensemble grösstenteils ins Inventar der Regionalbahnhöfe von nationaler Bedeutung aufzunehmen. Dieses Inventar endete allerdings in den Schubladen der SBB. Inzwischen waren aber die Medien auf das historische Stellwerk aufmerksam geworden, und die Fachliteratur vor allem seit der eingehenden Studie von Christian Hanus hinterliess bleibende Spuren. Die seit 1998 bestehende Projektgruppe «Pro Stellwerk Kerzers» wurde 2004 aufgelöst und der Verein Stellwerk Kerzers gegründet. Das Präsidium übernahm Beat Winterberger. Nach aufwendigen Verhandlungen und Sitzungen konnten die Eigentumsverhältnisse geklärt werden: Die Gemeinde Kerzers ist Besitzerin, und der Verein Stellwerk Kerzers hat das Betreiber- und Nutzungsrecht. Ab 2004 führte der Verein Stellwerk Führungen durch, bei denen die Besucher die mechanischen Funktionen vorgeführt bekamen. In einem anspruchsvollen Projekt wurde 2017 die Relaistechnik der Stellwerkelektrik wieder in Betrieb genommen. Dank den Originalsteuerbefehlen, die über ein Glasfaserkabel vom elektronischen BLS-Stellwerk zu uns gelangen und durch ein Interface für unsere historische Anlage lesbar gemacht werden, können wir unseren Besuchern heute praktisch einen Echtbetrieb vorführen. Alles funktioniert wieder wie in alten Zeiten: Signale, Barrieren, Weichenrückmeldungen, Blockausleitungen werden in der historischen Anlage angezeigt. Das macht unser Museum noch wertvoller und einzigartiger.
2012 zeichnete die Schweizerische Gesellschaft für Kulturgüterschutz den Verein Stellwerk Kerzers mit dem Förderpreis 2012 aus, die Gemeinde Kerzers ehrte den Verein für seine Freiwilligenarbeit mit dem Wanderpreis 2014 und die lokale FDP.Die Liberalen mit dem Prix Engagement Public 2019.
Der Verein veranstaltet monatliche Arbeits-, Revisions- und Info-Treffs.

## Verkehr

### Fernverkehr
- 66 Bern – Neuchâtel – La Chaux-de-Fonds

### Nahverkehr
Der Bahnhof wird von folgenden Linien des  S-Bahn Bern Netzes bedient:
- S 35 Kerzers – Kallnach – Aarberg – Lyss (BLS)
- S 5 Bern – Kerzers (Flügelung) – Neuchâtel / Murten/Morat – Avenches (BLS)
- S 52 Bern – Kerzers (Flügelung) (– Ins – Neuchâtel) / Murten/Morat (– Payerne) (BLS)

Über den Bahnhof verkehren mehrere Buslinien der Freiburgischen Verkehrsbetriebe (tfp) und der Postauto AG.